# Emilio Greco
Emilio Greco (* 11. Oktober 1913 in Catania; † 5. April 1995 in Rom) war ein italienischer Bildhauer, Medailleur, Grafiker und Zeichner.

## Leben
Emilio Greco wurde 1913 in Catania geboren und wuchs in Sizilien auf. 1934 wurde er in die Accademia di Belle Arti in Palermo aufgenommen. Seine ersten künstlerischen Arbeiten wurden durch den Zweiten Weltkrieg unterbrochen, während dessen er wiederholt zur Armee eingezogen wurde. 
1947 erhielt er ein Atelier in der Villa Massimo in Rom. Von 1955 bis 1967 lehrte er Bildhauerei an der Kunstakademie in Neapel. In Orvieto und in seiner Geburtsstadt Catania sind ihm eigene Museen gewidmet. Im Dezember 1969 wurde er zum Mitglied der Académie royale des Sciences, des Lettres et des Beaux-Arts de Belgique (Classe des Beaux-Arts) gewählt.

## Ausstellungen (Auswahl)
- 1950: XXIV Biennale di Venezia
- 1950: Italienische Kunst der Gegenwart, München
- 1956: XXVIII Biennale di Venezia
- 1958: Palazzo Barberini, Rom
- 1959: Städtische Galerie, München
- 1959: Karl-Ernst-Osthaus-Museum, Hagen (6. Juni 1959 – 5. Juli 1959)
- 1960: Der Bildhauer Emilio Greco, Plastik und Zeichnungen, Künstlerhaus Wien
- 1970: Palazzo dei Diamanti, Ferrara
- 1980: Palazzo Soliano, Orvieto
- 1987: Emilio Greco Sculture 1948-79, Palazzo Nervi, Turin
- 2005: Emilio Greco Sculture, Palazzo Venezia, Rom

## Werke (Auswahl)
Badende im Freibad Leopoldskron, Liegende im Furtwänglergarten hinter der Kollegienkirche, beides  Salzburg. 
In Collodi (bei Pescia) steht die Skulptur des Pinocchio, die Greco im Geburtsort der Mutter des Schriftstellers Carlo Collodi geschaffen hat.

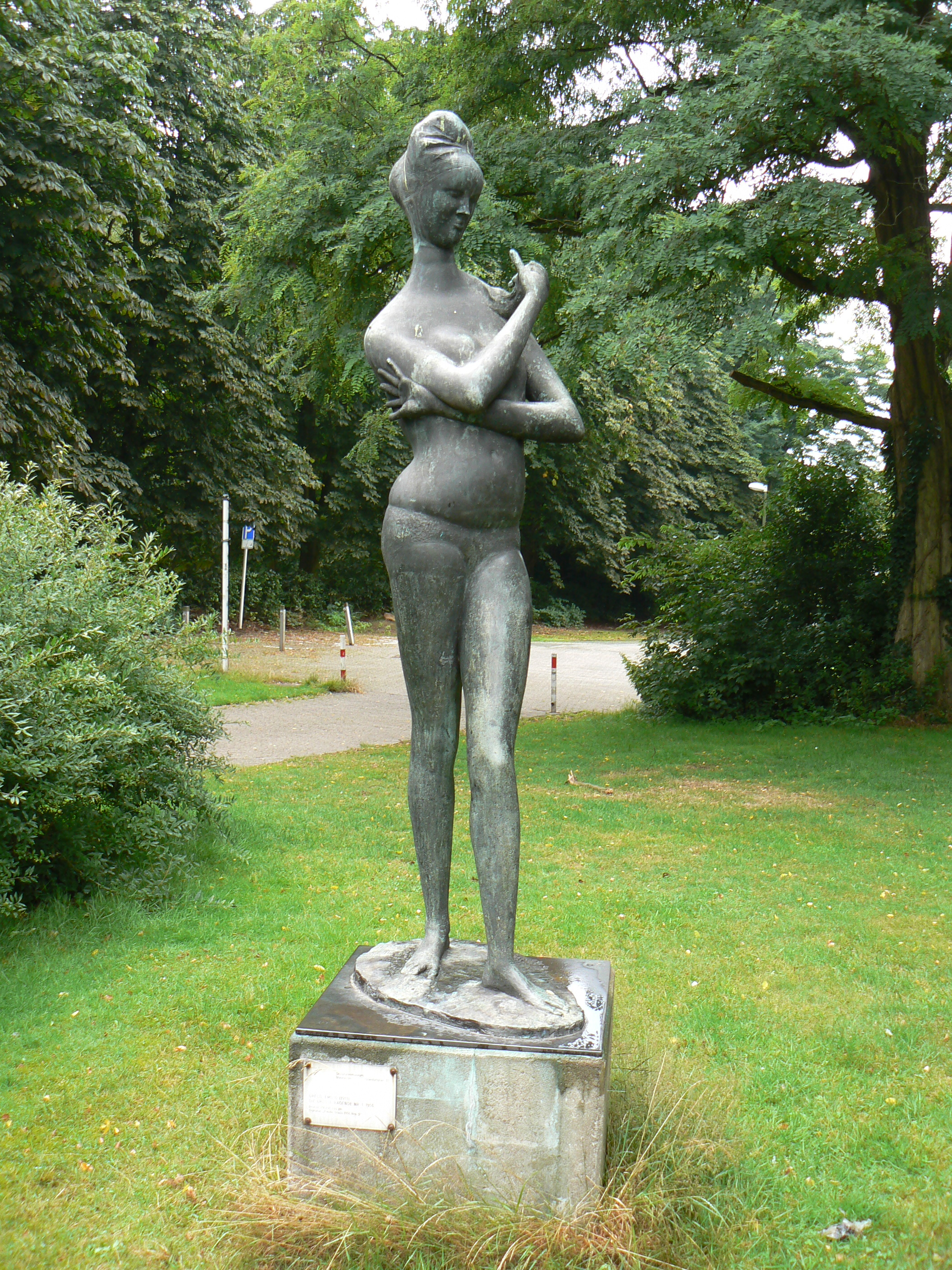
Die große Badende Nr. 1 (1956) in Marl
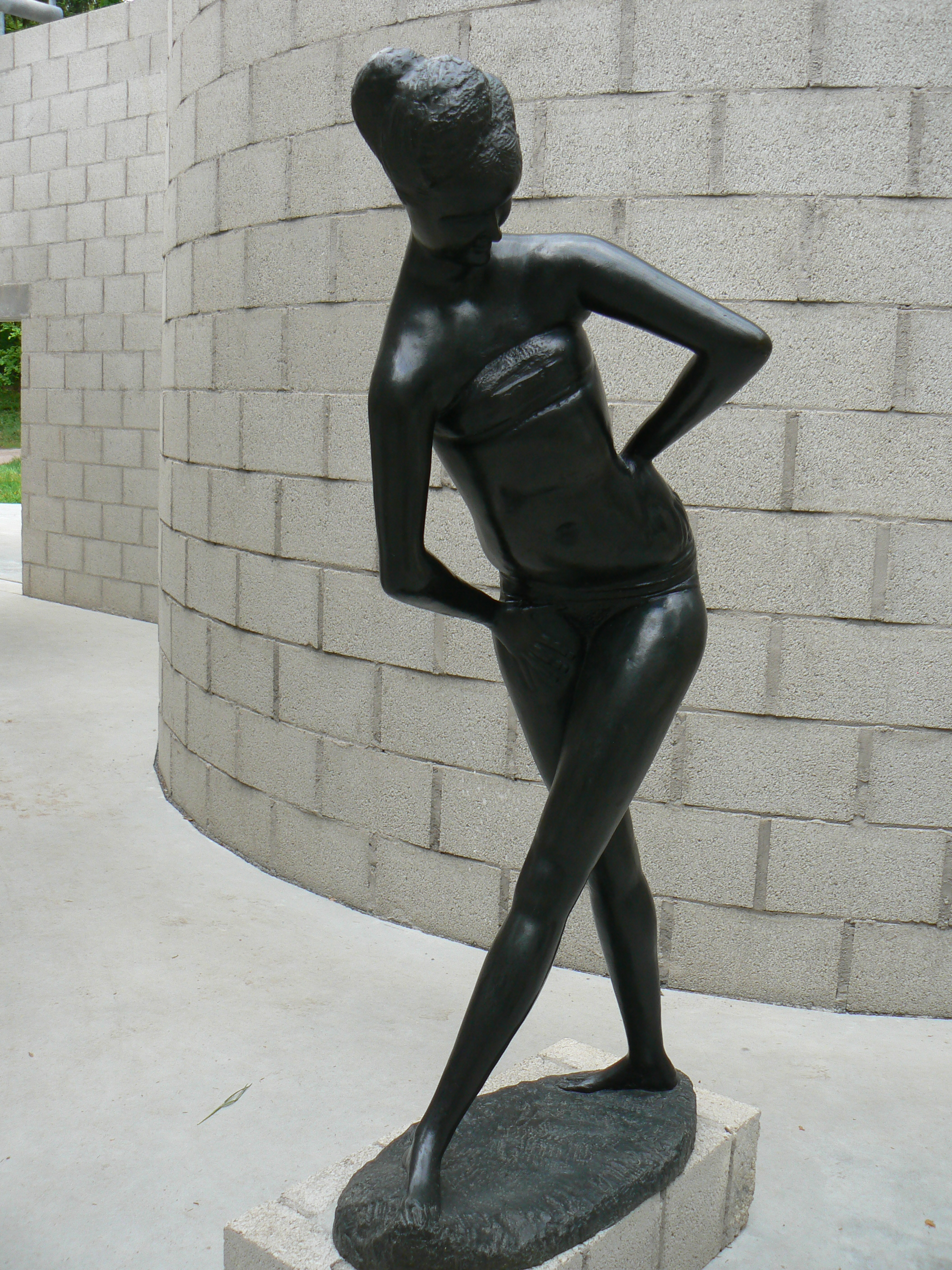
Die große Badende Nr. 3 (1957) im Skulpturenpark am Kröller-Müller-Museum, Otterlo/NL